# Michel Gbézéra-Bria
 Michel Gbézéra-Bria, né en 1946 à Bossangoa, est un juriste et homme politique centrafricain. Il est Premier ministre du 30 janvier 1997 au 4 janvier 1999.

## Biographie

### Jeunesse
Originaire de Bossangoa, Michel Gbézéra-Bria appartient à l’éthnie Gbaya. Il suit des études de droit public et de science politique et devient juriste.

### Carrière professionnelle
En 1973, il entre dans la fonction publique et occupe plusieurs hautes fonctions.

### Carrière politique
Michel Gbézéra-Bria est ministre de la Fonction publique et de la Sécurité sociale au sein du gouvernement Maïdou de 1978 à 1979,,.
Il est ministre des Affaires étrangères de 1988 à 1990 sous la présidence d’André Kolingba. Après l’arrivée au pouvoir du président Ange-Félix Patassé, il devient son directeur de cabinet en 1995. Il retrouve le ministère des affaires étrangères dans le gouvernement dirigé par Jean-Paul Ngoupandé en 1996, avant de lui succéder comme Premier ministre l'année suivante. Par la suite, il participe aux gouvernements Dologuélé 2 et 3 en tant que ministre des affaires présidentielles de novembre 1999 à avril 2001.
De 2006 à 2008, il préside le conseil d'administration d'Ecobank Centrafrique
Le 31 décembre 2014, il est nommé ambassadeur à Paris et prend ses fonctions un mois plus tard après avoir remis ses lettres de créance au président François Hollande le 29 janvier 2015. Il quitte son poste en 2022 .